# Naturmuseum Südtirol
Das Naturmuseum Südtirol ist ein Naturkundemuseum in der Bindergasse in Bozen. Das 1997 eröffnete Museum gehört zu den Südtiroler Landesmuseen in öffentlicher Hand. Untergebracht ist das Museum im Landesfürstlichen Amtshaus Kaiser Maximilians I. in der Bozner Altstadt. Als einziges Landesmuseum für Naturkunde ist es die zentrale Dokumentations- und Sammelstelle für naturkundliche Objekte in Südtirol.

## Geschichte
Die Wurzeln des Naturmuseum Südtirol reichen bis in das 19. Jahrhundert zurück, als Georg Gasser, ein leidenschaftlicher Sammler, 1892 in seinem Haus in der Spitalgasse in Bozen ein Privatmuseum eröffnete, das das erste Naturkundemuseum in der Region war. In drei bis an die Decke gefüllte Räume stellte er Mineralien, Tierpräparate aller Art, Schmetterlinge, Insekten, Muscheln, Schnecken, Korallen sowie archäologische und ethnographische Stücke aus. Das Museum erregte nicht nur das Interesse der Bozener, sondern wurde auch in allen Reiseführern der Zeit als lohnenswertes Ziel erwähnt. Noch im Jahr seiner Eröffnung spielte Gasser mit dem Gedanken ein größeres Ausstellungsgebäude zu errichten, in dem auch die städtischen Sammlungen Platz finden sollten. Es sollte aber acht Jahre dauern, ehe der Bozner Stadtmagistrat unter Bürgermeister Julius Perathoner die Finanzierung eines städtischen Museums zusagte. 1905 konnte das Stadtmuseum Bozen, in dem die naturwissenschaftliche Sammlung Gassers einen besonderen Platz einnahm, eröffnet werden. Gasser, der zum Kurator der Naturkundeabteilung des Stadtmuseums ernannt worden war, baute in der Folgezeit vor allem die Mineraliensammlung aus. Zugleich erlaubte ihm die Museumsleitung den Handel von Dubletten aus seiner Sammlung. Schnell wurde Gasser zu einem Vorbild für Mineraliensammler, zumal er 1913 noch aus eigener Tasche eine vielbeachtete Mineraltopographie über Tirol, Vorarlberg und die Hohen Tauern veröffentlichte, die nach wie vor zu den ausführlichsten Werken über dieses Gebiet zählt.
Nach dem Ersten Weltkrieg kam es auch im Stadtmuseum zu einer Reihe von Veränderungen, insbesondere nach der faschistischen Machtübernahme 1922. Es wurde eine neue Museumsführung eingesetzt und ein neues Konzept ausgearbeitet, in dem kein Platz mehr für die Naturkundeabteilung war. Als 1931 Gasser während einer Museumsversammlung davon erfuhr, war er von der Nachricht so schwer getroffen, dass er noch während der Sitzung einen Schlaganfall erlitt, an dessen Folgen er wenige Wochen später starb. Vier Jahre später wurde die Sammlung Gassers an seine Erben zurückgegeben, die die Sammlung notdürftig zwischenlagerten und teilweise verkauften. So gingen ein Teil der Mineraliensammlung an die Universität Padua über. 1972 wurde der erhalten gebliebene Rest der Sammlung an die Autonome Provinz Bozen–Südtirol verkauft, darunter etwa 11.000 Mineralien. 1992 beschloss die Landesregierung, der Sammlung wieder einen würdigen Platz in einem eigenen Museum zu verleihen, das 1997 als Naturmuseum Südtirol eröffnet wurde und in dem die Sammlung Gregor Gassers den Grundbestand bildet. Von überregionaler Bedeutung wegen seiner Typenvielfalt ist auch das 74.000 Belege umfassende Herbarium des Osttiroler Pfarrers Rupert Huter.

## Angebot
Die Dauerausstellung zeigt die Entstehung und das heutige Erscheinungsbild der Südtiroler Landschaften, dies wird anhand ausgewählter Beispiele veranschaulicht. Eine Besonderheit ist das 9.000 Liter fassende Korallenriffaquarium sowie ein großes Nautilus-Aquarium, die den heutigen Raum Südtirol zur Zeit der Bildung der Alpen in der Tethys darstellen (wie die Riffkalke der Dolomiten).
Schwerpunkte von Sonderausstellungen sind Geologie, Flora und Fauna sowie Fotografien lokaler und internationaler Naturfotografen.
In Gummer (Gemeinde Karneid) betreibt das Naturmuseum ein Planetarium.

## Organisation
In den Fachbereichen Geowissenschaften, Botanik und Zoologie werden naturkundliche Belege gesammelt, erforscht, dokumentiert und aufbewahrt. Das Interesse gilt dabei in erster Linie Südtirol. Darüber hinaus werden aber auch die angrenzenden Gebiete des Alpenraumes berücksichtigt.